# Hanno den Store
Hanno den "Store" (Punisk:𐤇‬𐤍‬𐤀‬‬, ḥn) var en rig karthaginsk aristokrat i det 3. århundrede f.Kr.
Hannos rigdom var stammede fra det land, han ejede i Afrika og den Iberiske Halvø. Han ledede under den første puniske krig en fraktion i Karthago, der var imod at fortsætte krigen mod den romerske republik. Han foretrak derimod at fortsætte med at erobre territorium i Afrika frem for at udkæmpe en søkrig mod Rom, der ikke ville bringe ham personlig rigdom. I disse bestræbelser blev han modarbejdet af den karthagiske general Hamilkar Barkas. Hanno demobiliserede den karthagiske flåde i 244 f.Kr., hvilket gav Rom tid til at genopbygge deres flåde og efterfølgende besejre Karthago i 241 f.Kr.
Efter den første puniske krig nægtede Hanno at betale de berberske lejesoldater, der var blevet lovet penge og belønninger af Hamilkar. Lejesoldaterne gjorde derfor oprør og den såkaldte Lejesoldatkrig udbrød. Hanno tog som følge heraf kontrol over den karthagiske hær for at forsøge at besejre oprørerne. Hans forsøg mislykkedes, og han gav kontrollen over hæren tilbage til Hamilkar. Til sidst samarbejdede de begge for at knuse oprørerne, hvilket lykkes mod slutningen af 238 f.Kr. eller starten af 237 f.Kr.
Hans kælenavn "den Store" blev tilsyneladende givet som følge af hans erobringer blandt de afrikanske fjender i Kartago.
Under den anden puniske krig ledte han anti-krigsfraktionen i Karthago, og fik skylden for at forhindre, at forstærkninger blev sendt til Hamilkars søn Hannibal efter hans sejr i slaget ved Cannae. Efter Karthagos nederlag i slaget ved Zama i 202 f.Kr. var han blandt dem, der forhandlede fred med romerne.

## Eksterne links
- Hanno II den Store Arkiveret 10. april 2013 hos  Wayback Machine